# Eschata shafferella
Eschata shafferella là một loài bướm đêm trong họ Crambidae.